# تیپ دوم هنگ‌های لهستانی
تیپ دوم هنگ‌های لهستانی (لهستانی: II Brygada Legionów Polskich) معروف به تیپ آهن یا تیپ کارپاتی یک واحد از سازمان هنگ‌های لهستانی بود که به عنوان جزئی از ارتش اتریش-مجارستان از سال ۱۹۱۴ یا ۱۹۱۵ تا ۱۹۱۸ وجود داشت.

## تاریخچه
با توجه به منابع مختلف این تیپ در دسامبر ۱۹۱۴ یا مارس ۱۹۱۵ به عنوان جزئی از  هنگ‌های لهستانی تاسیس گشت و فرماندهی آن را در ابتدا یک افسر اتریشی به عهده داشت که از ۱۴ ژوئن ۱۹۱۶ افسری لهستانی به نام یوزف هالر جای آن را گرفت. 
با شکل‌گیری بحران سوگند، برخلاف اعضا تیپ اول هنگ‌های لهستانی و تیپ سوم هنگ‌های لهستانی که به پیروی از ژنرال یوزف پیلسودسکی از ابراز اطاعت و فرمانبری به قیصر آلمان امتناع کردند. اعضای تیپ دوم و رهبرشان برای قیصر آلمان سوگند خوردند و تبدیل به هسته اصلی سپاه کمکی لهستان شدند. 
با انعقاد عهدنامه برست-لیتوفسک تیپ دوم علیه اتریش-مجارستان شورش کرده و در مارس ۱۹۱۸ با سپاه دوم لهستان در روسیه که آن‌ها هم علیه روسیه شورش کرده بودند ادغام شد. 
تیپ دوم لهستان تنها واحد لهستانی در جنگ جهانی اول است که علیه هر سه کشور دخیل در تجزیه لهستان یعنی روسیه، اتریش و آلمان جنگیده است.

## سازمان

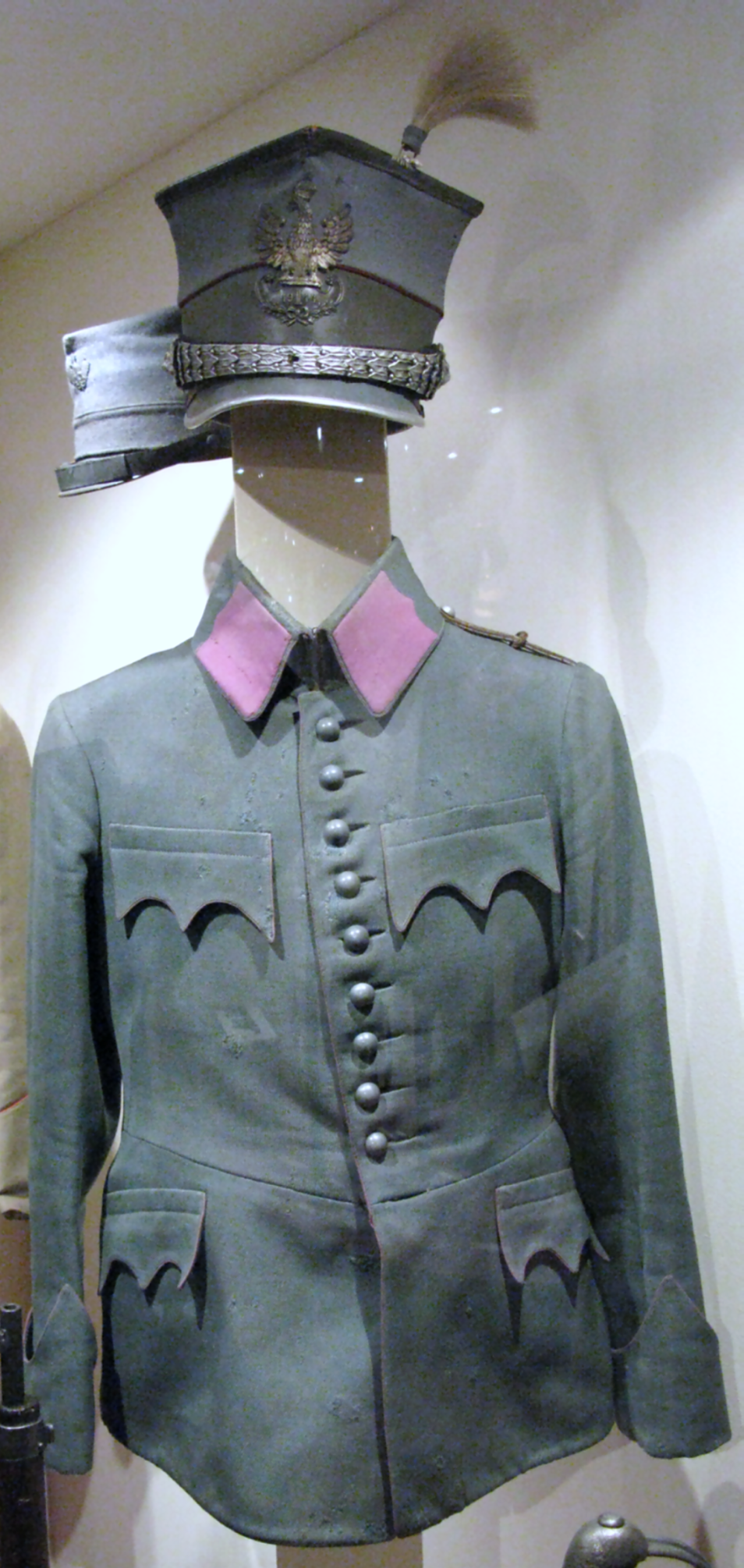
یونیفرم تیپ دوم

تیپ دوم از سه دسته پیاده‌نظام، یک دسته سواره‌نظام به همراه نیروهای پشتیبانی و واحد توپخانه تشکیل شده بود. 